# Iguanodectidae
Gli Iguanodectidae sono una famiglia di pesci ossei d'acqua dolce appartenenti all'ordine Characiformes.

## Distribuzione e habitat
Le specie della famiglia sono diffuse nelle regioni tropicali dell'America meridionale.

## Descrizione
L'aspetto di questi pesci è molto simile a quello dei Characidae da cui sono stati separati solo nel 2011 in base a studi di filogenesi.
La taglia è molto piccola, solo poche specie superano i 10 cm di lunghezza.

## Specie
- Genere Bryconops
  - Bryconops affinis
  - Bryconops alburnoides
  - Bryconops caudomaculatus
  - Bryconops colanegra
  - Bryconops colaroja
  - Bryconops collettei
  - Bryconops cyrtogaster
  - Bryconops disruptus
  - Bryconops durbini
  - Bryconops giacopinii
  - Bryconops gracilis
  - Bryconops humeralis
  - Bryconops imitator
  - Bryconops inpai
  - Bryconops magoi
  - Bryconops melanurus
  - Bryconops piracolina
  - Bryconops transitoria
  - Bryconops vibex
- Genere Iguanodectes
  - Iguanodectes adujai
  - Iguanodectes geisleri
  - Iguanodectes gracilis
  - Iguanodectes polylepis
  - Iguanodectes purusii
  - Iguanodectes rachovii
  - Iguanodectes spilurus
  - Iguanodectes variatus
- Genere Piabucus
  - Piabucus caudomaculatus
  - Piabucus dentatus
  - Piabucus melanostoma[2]